# Giovanna II di Borgogna
Giovanna di Borgogna, in francese Jeanne II de Bourgogne (15 gennaio 1291 – Roye, 21 gennaio 1330) fu Signora di Salins, dal 1303, contessa di Borgogna e Contessa di Chalon, dal 1315 e Contessa d'Artois, dal 1329 alla sua morte; fu anche Regina consorte di Francia e Navarra dal 20 novembre 1316 al 3 gennaio 1322.

## Origine
Come ricordato dalla madre nel proprio testamento del 1328, Giovanna era la figlia femmina primogenita del Signore di Salins, Conte di Chalon e Conte di Borgogna, Ottone IV e dalla futura contessa regnante d'Artois, Matilde di Artois, che secondo le Gesta Philippi Tertii Francorum Regis, era la figlia primogenita del conte d'Artois, Roberto II il Nobile (1250-1302) e della signora di Conches Amici di Courtenay figlia di Pietro di Courtenay (1218 - † 1250), signore di Conches e di Mehun, e di Petronilla di Joigny, come ci conferma la Histoire généalogique de la Maison royale de Courtenay.
Ottone IV di Borgogna, secondo il documento n° LIV del Monumenta Zollerana, datato 1269, era figlio di Ugo di Châlon e della Contessa di Borgogna, Adelaide I, che, come risulta dal documento del contratto di matrimonio stipulato dai genitori, riportato nella Histoire généalogique des Sires de Salins (Besançon), Tome I, era la figlia maggiore del duca d'Andechs e di Merania e Conte consorte di Borgogna, Ottone I d'Andechs e di Merania e della prima moglie, la Contessa di Borgogna, Beatrice II, che era la figlia secondogenita (secondo il Monacho Novi Monasterii Hoiensis Interpolata era l'unica figlia) del Conte di Borgogna e, per un breve periodo anche conte di Lussemburgo, Ottone I e della moglie (il matrimonio viene confermato dal Historiens occidentaux II, Historia Rerum in partibus transmarinis gestarum ("L'estoire de Eracles Empereur et la conqueste de la terre d'Outremer"), Continuator) Margherita di Blois (1170-1230), che, come si apprende dal documento n° XXV degli Archives de la Maison-Dieu de Châteaudun, datato 1183, era figlia del conte di Blois, Châteaudun e Chartres, Tebaldo V e di Alice di Francia, a sua volta figlia del re di Francia Luigi VII e della duchessa d'Aquitania e Guascogna e contessa di Poitiers, Eleonora, come ci conferma la Chronica Albrici Monachi Trium Fontium.

## Biografia
Nel 1302, alla morte di suo nonno, il conte d'Artois, Roberto II il Nobile, alla Battaglia di Courtrai, a causa della morte prematura dei due suoi zii (fratelli di Matilde), Roberto ancora bambino, nel 1272, e Filippo, nel 1298, la contea d'Artois, venne contesa tra sua madre, Matilde, ed il nipote, ancora minorenne, Roberto, figlio di Filippo, che rivendicava il feudo, in quanto discendente della linea maschile. Ebbe la meglio Matilde.

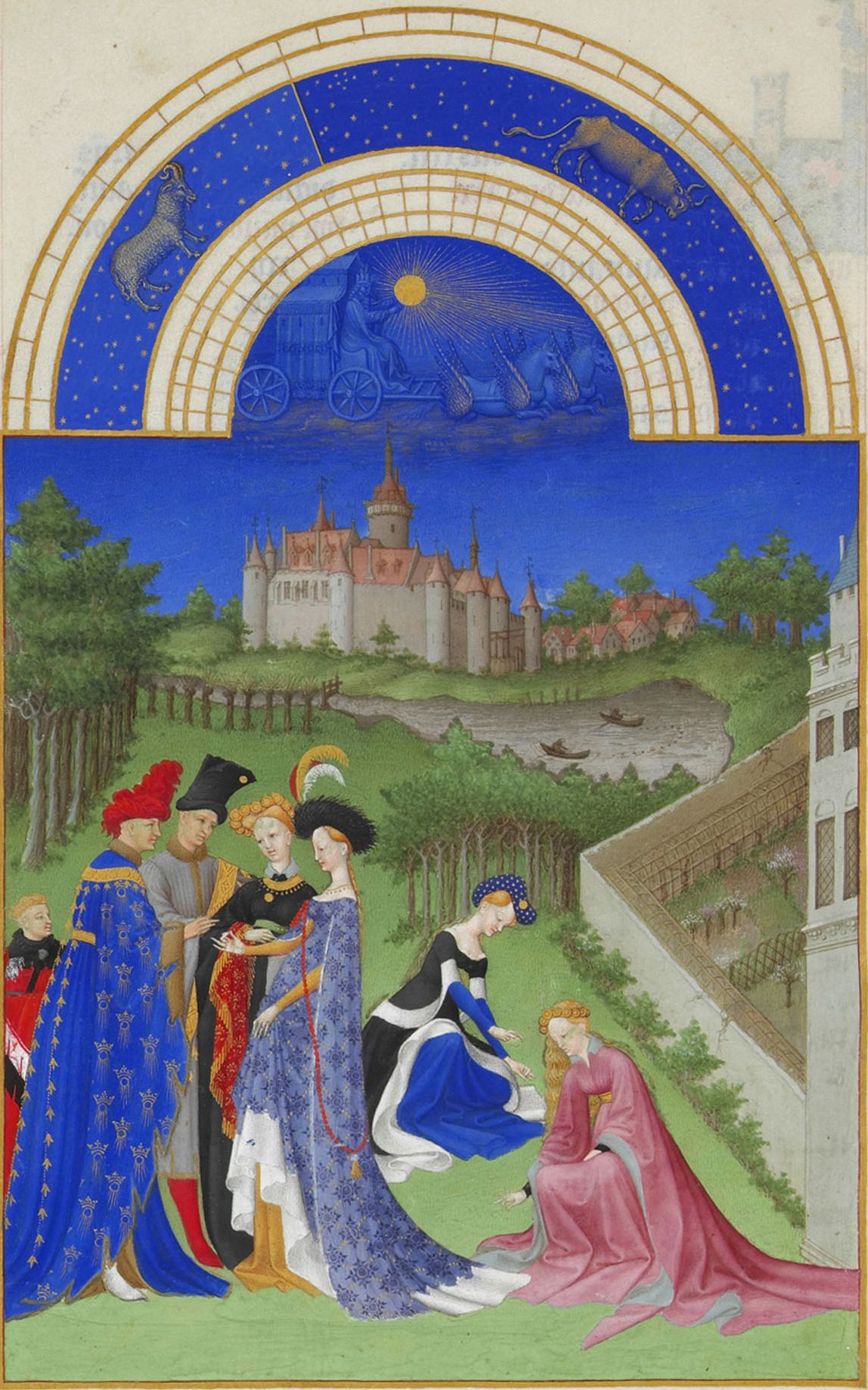
Il castello di Dourdan, immagine tratta dal libro Très Riches Heures du duc de Berry

Nel 1303 rimase orfana di padre. Infatti Ottone IV morì il 7 marzo 1303, a Melun, a seguito delle ferite riportate nella battaglia di Cassel, del 5 dicembre del 1302, a seguito della spedizione voluta dal re di Francia, Filippo il Bello, di cui Ottone IV era a capo, in quanto come nuovo conte d'Artois dovette combattere contro le truppe dei fiamminghi, del Principato vescovile di Liegi.
Giovanna succedette al padre come Signora di Salins, mentre suo fratello, Roberto (1300-1315), succedette al padre, divenendo conte di Borgogna all'età di 3 anni, avendo come tutore la madre, Mahaut, che dovette far fronte, tra il 1314 e il 1315, alle sollevazioni della piccola nobiltà artesiana e borgognona, schierandosi con il sovrano di Francia, Filippo IV il Bello e, dopo la sua morte, con Luigi X l'Attaccabrighe.
Nel 1307, a Corbeil, Giovanna aveva sposato Filippo il Lungo, il secondogenito maschio del re di Francia, Filippo IV detto il Bello, e della regina regnante di Navarra, contessa di Champagne e Brie, Giovanna, come ci viene confermato dal Continuatio Chronici Guillelmi de Nangiaco.
All'inizio del 1314, a seguito dello scandalo della torre di Nesle, il re, Filippo il Bello, la fece arrestare, insieme a sua cognata, Margherita di Borgogna (figlia del Duca di Borgogna e re titolare di Tessalonica, Roberto II e della moglie, Agnese di Francia), moglie del figlio primogenito, Luigi X l'Attaccabrighe, e a sua sorella Bianca, moglie del terzogenito Carlo il Bello, con l'accusa di adulterio, come riportato dalla Continuatio Chronici Guillelmi de Nangiaco.
Sua cognata Margherita era sospettata di aver commesso adulterio con il cavaliere normanno Philippe d'Aunay, mentre il fratello, Gauthier, aveva commesso adulterio con la sorella di Giovanna, Bianca, e per questo, entrambe erano state ripudiate; Giovanna fu assolta dall'accusa di adulterio, ma comunque condannata, per complicità con la sorella e la cognata.
Philippe d'Aunay ed il fratello, Gauthier, dopo aver confessato che la tresca durava da circa tre anni, furono condannati a morte per lesa maestà e furono giustiziati in modo atroce:
- nella città di Pontoise, il 19 aprile 1314, furono evirati, torturati, scorticati vivi, e quindi decapitati, dopo che erano morti i loro corpi furono trainati da un cavallo per le strade della città ed infine furono appesi per le ascelle[22].
Il loro sesso, strumento del crimine, fu dato in pasto ai cani.
Dopo che i loro amanti, Philippe e Gauthier, sotto tortura ebbero confessato, anche Bianca e Margherita ammisero l'adulterio e, dalla corte giudicante, che le riteneva colpevoli di flagrante adulterio, furono condannate ad essere rinchiuse in una fortezza[20]; le furono tagliati i capelli e vennero rinchiuse nella fortezza di Château-Gaillard, Eure.
Giovanna invece, condannata per complicità, venne relegata nel castello di Dourdan[21].

Nel 1315, mentre Giovanna era ancora rinchiusa nel castello di Dourdan, suo fratello, Roberto, morì a Parigi e Giovanna gli succedette, divenendo la contessa di Borgogna, Giovanna II, ma la contea venne amministrata dalla madre, Matilde e dal marito, Filippo il Lungo, fratello di Luigi X, re di Francia dal 1314.
A causa dell'adulterio della regina Margherita, anche la legittimità della figlia di Margherita, Giovanna, fu messa in discussione, nonostante la nonna, Agnese di Francia, affiancata dal figlio, il Duca di Borgogna, Oddone IV, si battesse, specialmente dopo la morte della figlia Margherita (strangolata o forse soffocata dai suoi capelli; ancora la Continuatio Chronici Guillelmi de Nangiaco riporta la morte di Margherita nel corso del 1315), perché i diritti della nipotina Giovanna di diventare regina sia di Francia che di Navarra, fossero garantiti.
Alla morte del padre di Giovanna, Luigi X, (5 giugno 1316), il marito di Giovanna II di Borgogna, fratello, e zio di Giovanna, Filippo il Lungo, conte di Poitiers, fu prima nominato reggente in attesa, per la fine dell'autunno, della nascita dell'erede al trono (al momento della morte di Luigi X l'Attaccabrighe, la sua seconda moglie, Clemenza d'Ungheria, era in attesa del suo primogenito). In novembre, nacque un erede maschio, Giovanni I il Postumo, che però visse solo 5 giorni; allora, privando Giovanna di Francia dei suoi diritti, Filippo V fu eletto re. Giovanna II di Borgogna riottenne la libertà e, il 9 gennaio del 1317, fu incoronata regina di Francia, assiema al marito, il re di Francia, Filippo V il Lungo; all'incoronazione assistettero solo sua madre, Mahaut, e lo zio di Filippo, Carlo di Valois. Nel mese di febbraio, poi, una commissione di prelati, cittadini autorevoli, feudatari e dottori dell'università enunciarono il principio che una donna non può accedere al trono di Francia.
Nel 1322, alla morte del marito di Giovanna II di Borgogna, il re di Francia e di Navarra, Filippo V il Lungo, essendo i due figli maschi premorti al padre, trascurando i diritti della figlia primogenita, anche lei di nome Giovanna, sia sul trono di Francia che su quello di Navarra, succedette suo cognato Carlo IV il Bello, mentre sua sorella, Bianca, colpevole di adulterio, era ancora tenuta segregata nella fortezza di Château-Gaillard. Carlo IV avrebbe voluto divorziare, ma la chiesa non riteneva l'adulterio causa sufficiente per concedere il divorzio.
Sua madre Mahaut, fu la causa involontaria dello scioglimento del matrimonio di Bianca, regina di Francia, ma reclusa, in quanto Mahaut era stata la madrina di battesimo di Carlo IV; per cui la chiesa permise che il matrimonio tra Carlo IV e Bianca, fosse sciolto, come ci conferma la Chronique Parisienne anonyme du XIV siècle, e il 19 maggio 1322, papa Giovanni XXII pronunciò lo scioglimento del matrimonio, come ci conferma il E floribus chronicorum auctore Bernardo Guidonis.
Il nuovo re di Francia e Navarra, Carlo IV, in quello stesso anno, si sposò, in seconde nozze, con Maria del Lussemburgo, figlia dell'imperatore Enrico VII di Lussemburgo e di Margherita di Brabante.
Nel 1322, Giovanna II di Borgogna, dopo essere rimasta vedova, lasciò la corte di Parigi e si ritirò in Borgogna.
Nel 1329, alla morte della madre, Mahaut, come espressamente indicato nel suo testamento, redatto nel 1328, Giovanna II divenne Contessa d'Artois, dove si recò e dove morì, a Roye, il 21 gennaio del 1330, all'età di 39 anni. Fu tumulata nella Chiesa dei Cordiglieri, a Parigi.
Le succedette, sia come contessa di Borgogna che Contessa d'Artois, la figlia Giovanna, come indicato nel testamento della nonna.

## Discendenza
Dalla sua unione con Filippo il Lungo, nacquero 5 o 6 figli:
- Giovanna (1308 - 1347), contessa di Borgogna e di Artois, sposata al duca di Borgogna, Oddone IV, come riportato dalla Continuatio Chronici Guillelmi de Nangiaco[33]
- Margherita (1309 - 1382), contessa di Borgogna e di Artois, sposata con Luigi I di Fiandra, come riportato dalla Continuatio Chronici Guillelmi de Nangiaco[34]
- Isabella (1312 - 1348), sposata, in prime nozze, col delfino del Viennese, Ghigo VIII del Viennese, come riportato dal Extraits de la Chronique attribuée à Jean Desnouelles[35]; ed in seconde nozze, con Giovanni III di Facogney[31].
- Filippo (1313-?), morto giovane, come riportato dalla E floribus chronicorum auctore Bernardo Guidonis[36]
- Bianca di Francia (1314 - 1358), nubile, senza discendenza, suora in un monastero di Parigi, come riportato dalla E floribus chronicorum auctore Bernardo Guidonis[36]
- Luigi (1316-1317)[32].

## Ascendenza
|                         |                    |                         | Genitori              |  |  | Nonni |  |  | Bisnonni           |  |  | Trisnonni              |  |
|                         |                    |                         |                       |  |  |       |  |  | Giovanni d'Auxonne |  |  | Sterfano III d'Auxonne |  |
|                         |                    |                         |                       |  |  |       |  |  | Giovanni d'Auxonne |  |  | Sterfano III d'Auxonne |  |
|                         |                    | Beatrice di Chalon      |                       |  |  |       |  |  | Giovanni d'Auxonne |  |  |                        |  |
| Ugo di Châlon           |                    |                         |                       |  |  |       |  |  | Giovanni d'Auxonne |  |  |                        |  |
|                         |                    | Matilde di Borgogna     | Ugo III di Borgogna   |  |  |       |  |  |                    |  |  |                        |  |
|                         |                    | Matilde di Borgogna     | Ugo III di Borgogna   |  |  |       |  |  |                    |  |  |                        |  |
|                         |                    | Matilde di Borgogna     | Beatrice d'Albon      |  |  |       |  |  |                    |  |  |                        |  |
| Ottone IV di Borgogna   |                    | Matilde di Borgogna     |                       |  |  |       |  |  |                    |  |  |                        |  |
|                         |                    | Ottone II di Borgogna   | Bertoldo IV d'Andechs |  |  |       |  |  |                    |  |  |                        |  |
|                         |                    | Ottone II di Borgogna   | Bertoldo IV d'Andechs |  |  |       |  |  |                    |  |  |                        |  |
|                         |                    | Ottone II di Borgogna   | Agnese di Rochlitz    |  |  |       |  |  |                    |  |  |                        |  |
| Adelaide I di Borgogna  |                    | Ottone II di Borgogna   |                       |  |  |       |  |  |                    |  |  |                        |  |
|                         |                    | Beatrice II di Borgogna | Ottone I di Borgogna  |  |  |       |  |  |                    |  |  |                        |  |
|                         |                    | Beatrice II di Borgogna | Ottone I di Borgogna  |  |  |       |  |  |                    |  |  |                        |  |
|                         |                    | Beatrice II di Borgogna | Margherita di Blois   |  |  |       |  |  |                    |  |  |                        |  |
| Giovanna II di Borgogna |                    | Beatrice II di Borgogna |                       |  |  |       |  |  |                    |  |  |                        |  |
|                         | Roberto I d'Artois | Luigi VIII di Francia   |                       |  |  |       |  |  |                    |  |  |                        |  |
|                         | Roberto I d'Artois | Luigi VIII di Francia   |                       |  |  |       |  |  |                    |  |  |                        |  |
|                         | Roberto I d'Artois | Bianca di Castiglia     |                       |  |  |       |  |  |                    |  |  |                        |  |
| Roberto II d'Artois     | Roberto I d'Artois |                         |                       |  |  |       |  |  |                    |  |  |                        |  |
|                         |                    | Matilde di Brabante     | Enrico II di Brabante |  |  |       |  |  |                    |  |  |                        |  |
|                         |                    | Matilde di Brabante     | Enrico II di Brabante |  |  |       |  |  |                    |  |  |                        |  |
|                         |                    | Matilde di Brabante     | Maria di Svevia       |  |  |       |  |  |                    |  |  |                        |  |
| Matilde d'Artois        |                    | Matilde di Brabante     |                       |  |  |       |  |  |                    |  |  |                        |  |
|                         |                    | Pietro di Courtenay     | Roberto di Courtenay  |  |  |       |  |  |                    |  |  |                        |  |
|                         |                    | Pietro di Courtenay     | Roberto di Courtenay  |  |  |       |  |  |                    |  |  |                        |  |
|                         |                    | Pietro di Courtenay     | Matilde di Mehun      |  |  |       |  |  |                    |  |  |                        |  |
| Amicie di Courtenay     |                    | Pietro di Courtenay     |                       |  |  |       |  |  |                    |  |  |                        |  |
|                         |                    | Petronilla di Joigny    | Gualtiero di Joigny   |  |  |       |  |  |                    |  |  |                        |  |
|                         |                    | Petronilla di Joigny    | Gualtiero di Joigny   |  |  |       |  |  |                    |  |  |                        |  |
|                         |                    | Petronilla di Joigny    | Alice di Montmorency  |  |  |       |  |  |                    |  |  |                        |  |
|                         |                    | Petronilla di Joigny    |                       |  |  |       |  |  |                    |  |  |                        |  |

### Fonti primarie
- (LA)  Monumenta Germaniae Historica, Scriptores, tomus XXIII.
- (FR)  Recueil des historiens des croisades. Historiens occidentaux. Tome II.
- (LA)  Recueil des historiens des Gaules et de la France. Tome 20.
- (LA, FR)  Recueil des historiens des Gaules et de la France. Tome 21.
- (LA)  Archives de la Maison-Dieu de Châteaudun.
- (LA)  Monumenta Zollerana.
- (LA)  Histoire généalogique des Sires de Salins, Tome I.
- (FR)  Diplomatum Belgicorum nova collectio, sive supplementum ad opera diplomatica Auberti Miræi (Brussels), Tome IV.
- (LA)  Histoire généalogique de la Maison royale de Courtenay.

### Letteratura storiografica
- Hilda Johnstone, "Francia: gli ultimi Capetingi", cap. XV, vol. VI (Declino dell'impero e del papato e sviluppo degli stati nazionali) della Storia del Mondo Medievale, 1980, pp. 569–607.
- Paul Fournier, "Il regno di Borgogna o d'Arles dal XI al XV secolo", cap. XI, vol. VII (L'autunno del Medioevo e la nascita del mondo moderno) della Storia del Mondo Medievale, 1981, pp. 383–410.
- Henry Pirenne, "I Paesi Bassi", cap. XII, vol. VII (L'autunno del Medioevo e la nascita del mondo moderno) della Storia del Mondo Medievale, 1981, pp. 411–444.
- (FR)  Chronique parisienne anonyme du XIVe siècle.
- (FR)  Histoire des ducs de Bourgogne de la race capétienne, tome VI.